# Marbach an der Donau
Marbach an der Donau es un municipio situado en el distrito de Melk, en el estado de Baja Austria, Austria. Tiene una población estimada, a inicios de 2023, de 1688 habitantes.
Está ubicado al oeste del estado, a orillas del río Danubio, al oeste de Viena y al este de la frontera con el estado de Alta Austria.